# La mia nuova casetta dei giochi
La mia nuova casetta dei giochi (Playhouse Masters) è un docu-reality statunitense, andato in onda dal 2016 al 2017 su TLC e trasmesso in Italia da HGTV.

## Format
La trasmissione segue l'attività di Tyson e Audy Leavitt nella realizzazione delle casette dei giochi per bambini. In ogni episodio, progettano e costruiscono casette nel loro negozio denominato Charmed Playhouses, per rendere felici i propri clienti.

## Episodi
| Stagione       | Episodi | Prima TV USA | Prima TV Italia |
| -------------- | ------- | ------------ | --------------- |
| Prima stagione | 8       | 2016-2017    | 2018            |

### Stagione 1
| nº | Titolo                     | Prima TV USA | Prima TV Italia |
| -- | -------------------------- | ------------ | --------------- |
| 1  | L'Isola che non c'è        | 2016         | 2018            |
| 2  | Castello con drago         | 2016         | 2018            |
| 3  | Stalla per giocare         | 2017         | 2018            |
| 4  | Casa avventurosa           | 2017         | 2018            |
| 5  | Casetta planetario         | 2017         | 2018            |
| 6  | Casetta sull'albero        | 2017         | 2018            |
| 7  | Casetta con giochi d'acqua | 2017         | 2018            |
| 8  | Casetta spettrale          | 2017         | 2018            |